# Kitakubu Katsudō Kiroku
Kitakubu Katsudō Kiroku (帰宅部活動記録?, lett. Le attività del club "ritornare a casa") è un manga scritto ed illustrato da Kuroha, la cui serializzazione è iniziata sulla rivista Gangan Online della Square Enix. Ne è stata tratta una serie televisiva anime prodotta dalla Nomad e diretta da Hikaru Sato, trasmessa in Giappone per tredici episodi dal 4 luglio all'11 ottobre 2013.

## Trama
La storia ruota intorno ad un gruppo di cinque studentesse riunite nel club dell'"andare a casa". Nelle scuole giapponesi le attività di doposcuola sono molto frequentate, e chi non le segue fa parte del 帰宅部 ("kitakubu", club/gruppo del rientro a casa). Le cinque ragazze di questo fumetto, quindi, anziché svolgere le normali attività dei club scolastici, si limitano a divertirsi il più possibile, passando il tempo in vari modi. Del club fanno parte Sakura Domyoji (道明寺 桜?, Dōmyōji Sakura), l'energetica presidentessa del club; la sua amica di infanzia Botan Ohagi (大萩 牡丹?, Ōhagi Botan), dotata di grandissima forza fisica; la sofisticata Claire Kokonoe (九重 クレア?, Kokonoe Claire) , proveniente da una famiglia benestante; Natsuki Ando (安藤 夏希?, Andō Natsuki) l'ultima arrivata nel club, e che funge un po' da voce della ragione per le altre; la graziosa Karin Tono (塔野 花梨?, Tōno Karin), particolarmente portata per tutte le attività femminili.

## Personaggi
Natsuki Ando
Una delle due matricole che si sono iscritte del "Club Rientro a Casa" all'inizio dell'anno scolastico. È il membro del club con una personalità seria e seria e generalmente non riceve le battute che i membri del club stanno dando. È doppiata da Ibuki Kido.
Karin Tono
Supervisore del "Club Rientro a Casa" e nuova studentessa del nuovo anno scolastico. È capricciosa, ma è eccellente in economia domestica. È entrata a far parte del club perché non poteva decidere di andar in altri club. Il suo aspetto carino è molto ammirato dai membri del club al punto che è diventato il più grande punto debole di Botan. È doppiato da Mizuki Yuina
Sakura Domyoji
Il presidente del Club Rientro a Casa. È l'autoproclamata ragazza ordinaria del club. Ha una personalità energica. È doppiata da Miharu Kobayashi.
Claire Kokonoe
Tesoriere del club. È l'erede della mega-società di famiglia. Si è iscritta alla scuola perché voleva una vita scolastica normale. È doppiata da Sayaka Senbongi.
Botan Ohagi
Comandante del club. È esperta in varie arti marziali in quanto è il successore di un'antica scuola di arti marziali. Le sue abilità sono così sviluppate che gli altri bambini hanno avuto paura di lei fino a quando non hanno incontrato Sakura. Nonostante sia invincibile, la dolcezza di Karin ha dimostrato di essere il suo tallone d'Achille. È doppiata da Sae Aiuchi.
La Mascotte
La mascotte del club, eppure non viene percepita dagli altri membri. Agisce anche come narratore in alcune situazioni. È doppiata da Mao Ichimichi.

## Anime
| Nº | Titolo italiano Giapponese 「Kanji」 - Rōmaji | In onda           | In onda |
| Nº | Titolo italiano Giapponese 「Kanji」 - Rōmaji | Giapponese        |         |
| 1  | Record 1 - Candidate al Club del Ritorno a Casa 「帰宅部入部希望」 - Kitakubu Nyūbu KibōuRecord 2 - La vita è breve; Torna a Casa, Fanciulla 「命短し帰れよ乙女」 - Inochi Mijikashi Kaere yo OtomeRecord 3 - Attenzione ai praticanti lo Stile Hagidzuki-ryū 「萩月流出没注意」 - Hagizuki Ryuushutsu Botsu ChuuiRecord 4 - Gioventù bruciata... Inestimabile 「浪費した青春…プライスレス」 - Rouhishita Seishun... Priceless | 4 luglio 2013     |         |
| 2  | Record 5 - Se il Cuculo non canta, probabilmente è morto 「ホトトギスはなかないただのしかばねのようだ」 - Hototogisu wa Nakanai Tada no Shikabane no Yō daRecord 6 - Girl Power Overdrive 「女子力オーバードライブ」 - Joshiryoku OverdriveRecord 7 - Esercitazione agli Incontri per Socializzare 「合コン訓練」 - Gōkon Kunren | 11 luglio 2013    |         |
| 3  | Record 8 - Uccidi la Persona Sospetta! 「不審者を殺せ！」 - Fushin-sha wo Korose!Record 9 - Diario di seconda media (Black Diary) 「中学生日記(ブラック・ダイアリー」 - Chuugakusei Nikki (Burakku Daiarī)Record 10 - Caramelle alle ragazze carine 「可愛い子には飴をあげよ」 - Kawaī Ko ni wa Ame o AgeyoRecord 11 - Quindici anni di solitudine 「孤独の上にも十五年」 - Kodoku no Ue ni mo Jū Go-nen | 18 luglio 2013    |         |
| 4  | Record 12 - Battaglia! Il Torneo Sportivo del Primo Quadrimestre 「熱闘！ 前期球技大会」 - Nettō! Zenki Kyūgi TaikaiRecord 13 - Ardi! Anima infuocata! 「燃えろ！ 防火魂!」 - Moero! Bōka tamashī!Record 14 - Fondamenti di riconversione 「テコ入れの原理」 - Tekoire no genri | 25 luglio 2013    |         |
| 5  | Record 15 - La Dignità del Re Demone 「魔王の品格」 - Maō no HinkakuRecord 16 - Letture consigliate 「文学のすゝめ」 - Bungaku no SusumeRecord 17 - Libro di Fiabe Ricordate Vagamente 「うろおぼえ御伽草子」 - Uro Oboe Otogizōshi | 8 agosto 2014     |         |
| 6  | Record 18 - La gioventù è un'esplosione 「青春は爆発だ」 - Seishun wa bakuhatsudaRecord 19 - Giudice colpevole 「ギルティ・ジャッジ」 - Guilty JudgeRecord 20 - I Quattro Re Celesti di Hagishirabe-ryuu 「萩調流四天王」 - Hagishirabe-ryū shiten'nō | 15 agosto 2013    |         |
| 7  | Record 21 - Parole sigillate!! 「封じられた言葉!!」 - Fūjirareta kotoba!!Record 22 - La Fine della Battaglia!! 「激闘の果て!!」 - Gekitō no hate!!Record 23 - Festa a Sorpresa 「サプライズ・パーティー」 - Surprise Party | 29 agosto 2013    |         |
| 8  | Record 24 - La Sorella maggiore e il suo fratellino 「姉と弟」 - Ane to otōtoRecord 25 - Poema di Strada 「ストリート・ポエム」 - Street PoemRecord 26 - La Sorella maggiore e le sue Amiche 「姉と友達」 - Ane to TomodachiRecord 27 - Il Segnaposto senza Nome 「名も無き目印」 - Na mo naki Mejirushi | 5 settembre 2013  |         |
| 9  | Record 28 - Decisione suprema 「至高の選択」 - Shikō no sentakuRecord 29 - Un magnificente Campo di addestramento 「華麗なる合宿」 - kareinaru gasshukuRecord 30 - Immaginando un Cielo Stellato 「星空イマジネーション」 - Hoshizora imaginationRecord 31 - La più grande Invenzione dell'Uomo è il Condizionatore d'Aria.... E la Vacua Libertà risultante 「人類最大の発明はクーラー……からのデッド・フリーダム」 - jinrui saidai no hatsumei wa kūrā…… kara no deddo freedom | 12 settembre 2013 |         |
| 10 | Record 32 - Giudicare le persone dalle apparenze 「人は見かけによれ」 - Hito wa mikake ni yoreRecord 33 - In Gita!! L'antica arte del Hagishirabe-ryū 「見学！ 萩調流古武術」 - kengaku! Hagishirabe-ryū ko bujutsuRecord 33.5 - 5 ragazze, 100 storie di fantasmi 「女子だけ5人百物語」 - joshi dake 5-ri hyakumonogatariRecord 34 - Non cederò 「ゆずらないよ」 - yuzuranai yo | 26 settembre 2013 |         |
| 11 | Record 0 - Nomi di Fiori 「花の名前」 - Hana no namaeRecord 35 - Obbligati alle Regole della Scuola 「校則の縛り」 - kōsoku no shibariRecord 36 - Tutto è Bene ciò che Finisce Bene 「終わりよければ、すべてよし」 - owari yokereba, subete yoshi | 3 ottobre 2013    |         |
| 12 | Record 37 - Travisamento 「よみちがい」 - Yomi chigaiRecord 38 - Cos'è un'esplosione? 「爆散ってなに？」 - bakusan tte nani?Record 39 - Odio gli insetti 「虫嫌い」 - MushikiraiRecord 40 - Conservare l'acqua 「節水」 - sessuiRecord 41 - Antonimi 「対義語」 - taigigoRecord 42 - Il debutto di Aikarin 「登場！！あいかりん」 - Debut!! AikarinRecord 43 - Aikarin colpisce ancora 「あいかりんの逆襲」 - Aikarin no gyakushūRecord 44 - Negligenza 「油断」 - YudanRecord 45 - Il Perfetto Equalizzatore 「絶対平等」 - Zettai byōdōRecord 46 - Versi di animali 「鳴き声」 - ZennakigoeRecord 47 - Mappa 「地図」 - ChizuRecord 48 - I gusti della gente comune 「庶民の味」 - Shomin no ajiRecord 49 - Racconto eroico 「武勇伝」 - Buyū-denRecord 50 - † E se ci fosse una ragazza superfemminile nel costume da Quarto Re Orso del Mondo Spirituale... † 「†もしも異界でクマ四天王の着ぐるみのクマの中の人がスーパー女子ヤ人だったら…†」 - † Moshimo ikai de kuma shiten'nō no chaku-gurumi no kuma no naka no hito ga sūpā joshi ya hitodattara…†Record 51 - Una Canzone che non viene ricordata neppure vagamente 「うろおぼえてもいない歌」 - Uro oboete mo inai utaRecord 52 - Dai troppe caramelle alle ragazze carine 「可愛い子には飴をあげすぎた」 - Kawaii ko ni wa ame o age sugitaRecord 53 - La Canzone "Come si disegna" 「絵描き歌」 - Ekaki utaRecord 54 - Carino da morire 「かわいい」 - KawaīRecord 55 - La Canzone "Come si disegna Sakura-chan" 「桜ちゃん絵描き歌」 - sakura-chan ekaki utaRecord 56 - La Tana delle Ribattenti 「ツッコミの穴」 - tsukkomi no anaRecord 57 - Avviso importante 「大事なお知らせ」 - Daijina oshirase | 10 ottobre 2013   |         |